# Dicolpus bicolor
Dicolpus bicolor is een insect uit de familie van de vlinderhaften (Ascalaphidae), die tot de orde netvleugeligen (Neuroptera) behoort. 
Dicolpus bicolor is voor het eerst wetenschappelijk beschreven door Klapálek in 1906.